# وولکا میزنگسکا
وولکا میزنگسکا (به لاتین: Wólka Miedzyńska) یک روستا در لهستان است که در گمینا سوکوووف پودلاسکی واقع شده‌است.